# Senior Year (2022)
Senior Year is een Amerikaanse komediefilm uit 2022 geregisseerd door Alex Hardcastle. De film ging op 13 mei 2022 in première op streamingdienst Netflix.

## Verhaal
De film volgt in eerste instantie de zeventienjarige Stephanie die de leidster is van de cheerleaders van haar school. Stephanie zit in haar laatste jaar van de middelbare school en heeft als doel de koningin van het schoolgala te worden. Alles lijkt op rolletjes te lopen totdat Tiffany, een ander populair meisje, die zichzelf als concurrent ziet, een cheerleader-act verstoord waardoor Stephanie valt en in coma raakt.
De film maakt vervolgens een tijdsprong van twintig jaar als de inmiddels 37-jarige Stephanie uit haar coma ontwaakt. Mentaal is Stephanie nog steeds zeventien, waardoor ze terug naar de middelbare school wil om haar tijd af te maken en alsnog gekroond te worden tot koningin van het schoolgala.

## Rolverdeling
| acteur               | personage                       |
| -------------------- | ------------------------------- |
| Rebel Wilson         | Stephanie "Steph" Conway        |
| Angourie Rice        | jonge Stephanie                 |
| Mary Holland         | Martha "Marth" Reiser           |
| Molly Brown          | jonge Martha                    |
| Sam Richardson       | Seth Novacelik                  |
| Zaire Adams          | jonge Seth                      |
| Zoë Chao             | Tiffany "Tiff" Blanchette-Balbo |
| Ana Yi Puig          | jonge Tiffany                   |
| Justin Hartley       | Blaine Balbo                    |
| Tyler Barnhardt      | jonge Blaine                    |
| Chris Parnell        | Jim Conway                      |
| Lucy Taylor          | Lydia Conway                    |
| Avantika Vandanapu   | Janet Singh                     |
| Joshua Colley        | Yaz                             |
| Jade Bender          | Britney Jean "Bri" Balbo        |
| Michael Cimino       | Lance Harrison                  |
| Jeremy Ray Taylor    | Neil                            |
| Brandon Scott Jones  | Mr. T                           |
| Alicia Silverstone   | Deanna Russo                    |
| Merrick McCartha     | directeur Young                 |
| Tiffany Denise Hobbs | Dr. Jean Johnson                |
| Lauren Halperin      | verpleegkundige                 |
| Steve Aoki           | zichzelf                        |

## Achtergrond
De film werd geregisseerd door Alex Hardcastle en geproduceerd door Todd Garner, Rebel Wilson, Timothy M. Bourne en Chris Bender. Wilson vertolkt daarnaast tevens een van de hoofdrollen in de film, andere hoofdrollen zijn weggelegd voor Mary Holland, Justin Hartley en Chris Parnell. De opnamen van de film vonden plaats in de zomer van 2021 en werden in juli 2021 afgerond.

## Release en ontvangst
Senior Year ging op 13 mei 2022 wereldwijd in première op streamingdienst Netflix. De film werd door recensenten over het algemeen gemengd ontvangen. Op Rotten Tomatoes heeft de film een score van 23% op basis van 65 beoordelingen. Metacritic komt op een score van 47/100, gebaseerd op 13 beoordelingen. Desondanks behaalde de film in het overgrote deel van alle landen de eerste positie van de top tien best bekeken films op de streamingdienst.